# پارالمپیک تابستانی ۲۰۱۶
بازی‌های پارالمپیک تابستانی ۲۰۱۶ (انگلیسی: 2016 Summer Paralympics) پانزدهمین دوره بازی‌های پارالمپیک تابستانی است که از ۷ تا ۱۸ سپتامبر ۲۰۱۶ در ریو دو ژانیرو، برزیل برگزار شده است.
دراین رویداد چندورزشی، رقابت‌ها در ۲۲ رشته و ۵۲۶ رویداد ورزشی انجام می‌شود و کمیته بین‌المللی پارا المپیک عهده‌دار ادارهٔ امور آن است. این اولین بار است که پارالمپیک تابستانی در شهری که پاییز خود را می‌گذراند برگزار می‌شود. همچنین برای این بازی‌ها، این اولین بار است که یک شهر آمریکای لاتین یا آمریکای جنوبی، میزبانی
بازی‌ها را عهده‌دار است. این دومین شهر و ملت میزبان در نیمکره جنوبی است، اولین شهر و ملت میزبان این بازی‌ها در نیمکره جنوبی؛ پارالمپیک تابستانی سال ۲۰۰۰ در سیدنی بود، که همچنین اولین بار برای پرتغالی زبان بودن کشور میزبان هم محسوب می‌شد. دو رشته: رقابت‌های قایقرانی و پاراتریاتلون (سه‌گانه)، رشته‌های ورزشی جدیدی هستند که در این دوره به برنامه‌های پارالمپیک تابستانی امسال افزوده شده‌اند.

## مراسم افتتاحیه
مراسم افتتاحیه بازی‌های پارالمپیک تابستانی ۲۰۱۶ در غروب ۷ سپتامبر ۲۰۱۶ در ساعت ۱۸٫۳۰ به وقت برزیل، ۲۱٫۳۰ (یوتی‌سی) در محل ورزشگاه ماراکانا ریو دو ژانیرو انجام شد.

### نماد پارالمپیک تابستانی ۲۰۱۶

وینیسیوس (چپ)، نماد بازی‌های المپیک تابستانی ۲۰۱۶، و تام (راست)، نماد بازی‌های پارالمپیک تابستانی ۲۰۱۶

در پی پرده برداری از این نماد یا (بخت‌آور) رسمی پارالمپیک تابستانی و بازی‌های المپیک ۲۰۱۶ ، در روز ۲۴ نوامبر سال ۲۰۱۴، و گزینش نام‌های مربوطه؛ «تام» و «وینیسیوس»، از طریق آرای عمومی، نتایج آن در ۱۴ دسامبر ۲۰۱۵ اعلام شد. این دو نام به افتخار موسیقیدانان برزیلی وینیسیوس دی مورائس و تام ژوبیم برگزیده شدند و نماد این دوره پارالمپیک و المپیک معرفی گردید.

## ورزش‌ها
|  | - تیراندازی با کمان - دو و میدانی - بوچیا - پاراکانو - دوچرخه‌سواری - دوچرخه‌سواری جاده - دوچرخه‌سواری پیست - سوارکاری - فوتبال پنج نفره | - فوتبال هفت نفره - گلبال - جودو - پاراتریاتلون (سه‌گانه) - پاورلیفتینگ - رویینگ - قایقرانی بادبانی - تیراندازی | - شنا - تنیس روی میز - والیبال نشسته - بسکتبال با ویلچر - شمشیربازی با ویلچر - راگبی با ویلچر - تنیس با ویلچر |

## جدول مدال‌ها
میزبان (برزیل)
بازی‌های پارالمپیک تابستانی ۲۰۱۶ (انگلیسی: 2016 Summer Paralympics) پانزدهمین دوره بازی‌های پارالمپیک تابستانی است که از ۷ تا ۱۸ سپتامبر ۲۰۱۶ در ریو دو ژانیرو، برزیل برگزار شده است.
در این بازی‌ها ۵۲۹ مدال طلا، ۵۲۹ مدال نقره و ۵۳۹ مدال برنز به ۸۳ کشور جهان اهدا شده است.
Key
   *   کشور میزبان (برزیل)
| رتبه  | NPC                       | طلا | نقره | برنز | مجموع |
| ۱     | چین (CHN)                 | ۱۰۷ | ۸۱   | ۵۱   | ۲۳۹   |
| ۲     | بریتانیای کبیر (GBR)      | ۶۴  | ۳۹   | ۴۴   | ۱۴۷   |
| ۳     | اوکراین (UKR)             | ۴۱  | ۳۷   | ۳۹   | ۱۱۷   |
| ۴     | ایالات متحده آمریکا (USA) | ۴۰  | ۴۴   | ۳۱   | ۱۱۵   |
| ۵     | استرالیا (AUS)            | ۲۲  | ۳۰   | ۲۹   | ۸۱    |
| ۶     | آلمان (GER)               | ۱۸  | ۲۵   | ۱۴   | ۵۷    |
| ۷     | هلند (NED)                | ۱۷  | ۱۹   | ۲۶   | ۶۲    |
| ۸     | برزیل (BRA)*              | ۱۴  | ۲۹   | ۲۹   | ۷۲    |
| ۹     | ایتالیا (ITA)             | ۱۰  | ۱۴   | ۱۵   | ۳۹    |
| ۱۰    | لهستان (POL)              | ۹   | ۱۸   | ۱۲   | ۳۹    |
| ۱۱    | اسپانیا (ESP)             | ۹   | ۱۴   | ۸    | ۳۱    |
| ۱۲    | فرانسه (FRA)              | ۹   | ۵    | ۱۴   | ۲۸    |
| ۱۳    | نیوزیلند (NZL)            | ۹   | ۵    | ۷    | ۲۱    |
| ۱۴    | کانادا (CAN)              | ۸   | ۱۰   | ۱۱   | ۲۹    |
| ۱۵    | ایران (IRI)               | ۸   | ۹    | ۷    | ۲۴    |
| ۱۶    | ازبکستان (UZB)            | ۸   | ۶    | ۱۷   | ۳۱    |
| ۱۷    | نیجریه (NGR)              | ۸   | ۲    | ۲    | ۱۲    |
| ۱۸    | کوبا (CUB)                | ۸   | ۱    | ۶    | ۱۵    |
| ۱۹    | بلاروس (BLR)              | ۸   | ۰    | ۲    | ۱۰    |
| ۲۰    | کره جنوبی (KOR)           | ۷   | ۱۱   | ۱۷   | ۳۵    |
| ۲۱    | تونس (TUN)                | ۷   | ۶    | ۶    | ۱۹    |
| ۲۲    | آفریقای جنوبی (RSA)       | ۷   | ۶    | ۴    | ۱۷    |
| ۲۳    | تایلند (THA)              | ۶   | ۶    | ۶    | ۱۸    |
| ۲۴    | یونان (GRE)               | ۵   | ۴    | ۴    | ۱۳    |
| ۲۵    | بلژیک (BEL)               | ۵   | ۳    | ۳    | ۱۱    |
| ۲۵    | اسلواکی (SVK)             | ۵   | ۳    | ۳    | ۱۱    |
| ۲۷    | الجزایر (ALG)             | ۴   | ۵    | ۷    | ۱۶    |
| ۲۸    | ایرلند (IRL)              | ۴   | ۴    | ۳    | ۱۱    |
| ۲۹    | مکزیک (MEX)               | ۴   | ۲    | ۹    | ۱۵    |
| ۳۰    | مصر (EGY)                 | ۳   | ۵    | ۴    | ۱۲    |
| ۳۱    | صربستان (SRB)             | ۳   | ۲    | ۴    | ۹     |
| ۳۲    | نروژ (NOR)                | ۳   | ۲    | ۳    | ۸     |
| ۳۳    | مراکش (MAR)               | ۳   | ۲    | ۲    | ۷     |
| ۳۴    | ترکیه (TUR)               | ۳   | ۱    | ۵    | ۹     |
| ۳۵    | کنیا (KEN)                | ۳   | ۱    | ۲    | ۶     |
| ۳۶    | مالزی (MAS)               | ۳   | ۰    | ۱    | ۴     |
| ۳۷    | کلمبیا (COL)              | ۲   | ۵    | ۱۰   | ۱۷    |
| ۳۸    | امارات متحده عربی (UAE)   | ۲   | ۴    | ۱    | ۷     |
| ۳۹    | عراق (IRQ)                | ۲   | ۳    | ۰    | ۵     |
| ۴۰    | هنگ کنگ (HKG)             | ۲   | ۲    | ۲    | ۶     |
| ۴۱    | کرواسی (CRO)              | ۲   | ۲    | ۱    | ۵     |
| ۴۱    | سوئیس (SUI)               | ۲   | ۲    | ۱    | ۵     |
| ۴۳    | هند (IND)                 | ۲   | ۱    | ۱    | ۴     |
| ۴۴    | لیتوانی (LTU)             | ۲   | ۱    | ۰    | ۳     |
| ۴۵    | لتونی (LAT)               | ۲   | ۰    | ۲    | ۴     |
| ۴۶    | سنگاپور (SIN)             | ۲   | ۰    | ۱    | ۳     |
| ۴۷    | مجارستان (HUN)            | ۱   | ۸    | ۹    | ۱۸    |
| ۴۸    | جمهوری آذربایجان (AZE)    | ۱   | ۸    | ۲    | ۱۱    |
| ۴۹    | سوئد (SWE)                | ۱   | ۴    | ۵    | ۱۰    |
| ۵۰    | اتریش (AUT)               | ۱   | ۴    | ۴    | ۹     |
| ۵۱    | جمهوری چک (CZE)           | ۱   | ۲    | ۴    | ۷     |
| ۵۱    | دانمارک (DEN)             | ۱   | ۲    | ۴    | ۷     |
| ۵۳    | نامیبیا (NAM)             | ۱   | ۲    | ۲    | ۵     |
| ۵۴    | آرژانتین (ARG)            | ۱   | ۱    | ۳    | ۵     |
| ۵۵    | ویتنام (VIE)              | ۱   | ۱    | ۲    | ۴     |
| ۵۶    | فنلاند (FIN)              | ۱   | ۱    | ۱    | ۳     |
| ۵۶    | ترینیداد و توباگو (TTO)   | ۱   | ۱    | ۱    | ۳     |
| ۵۸    | قزاقستان (KAZ)            | ۱   | ۱    | ۰    | ۲     |
| ۵۸    | اسلوونی (SLO)             | ۱   | ۱    | ۰    | ۲     |
| ۶۰    | بحرین (BRN)               | ۱   | ۰    | ۰    | ۱     |
| ۶۰    | بلغارستان (BUL)           | ۱   | ۰    | ۰    | ۱     |
| ۶۰    | گرجستان (GEO)             | ۱   | ۰    | ۰    | ۱     |
| ۶۰    | کویت (KUW)                | ۱   | ۰    | ۰    | ۱     |
| ۶۴    | ژاپن (JPN)                | ۰   | ۱۰   | ۱۴   | ۲۴    |
| ۶۵    | ونزوئلا (VEN)             | ۰   | ۳    | ۳    | ۶     |
| ۶۶    | اردن (JOR)                | ۰   | ۲    | ۱    | ۳     |
| ۶۷    | قطر (QAT)                 | ۰   | ۲    | ۰    | ۲     |
| ۶۸    | چین تایپه (TPE)           | ۰   | ۱    | ۱    | ۲     |
| ۶۹    | بوسنی و هرزگوین (BIH)     | ۰   | ۱    | ۰    | ۱     |
| ۶۹    | ساحل عاج (CIV)            | ۰   | ۱    | ۰    | ۱     |
| ۶۹    | اتیوپی (ETH)              | ۰   | ۱    | ۰    | ۱     |
| ۶۹    | اوگاندا (UGA)             | ۰   | ۱    | ۰    | ۱     |
| ۷۳    | پرتغال (POR)              | ۰   | ۰    | ۴    | ۴     |
| ۷۴    | اسرائیل (ISR)             | ۰   | ۰    | ۳    | ۳     |
| ۷۵    | مغولستان (MGL)            | ۰   | ۰    | ۲    | ۲     |
| ۷۶    | کیپ ورد (CPV)             | ۰   | ۰    | ۱    | ۱     |
| ۷۶    | اندونزی (INA)             | ۰   | ۰    | ۱    | ۱     |
| ۷۶    | عربستان سعودی (KSA)       | ۰   | ۰    | ۱    | ۱     |
| ۷۶    | موزامبیک (MOZ)            | ۰   | ۰    | ۱    | ۱     |
| ۷۶    | پاکستان (PAK)             | ۰   | ۰    | ۱    | ۱     |
| ۷۶    | فیلیپین (PHI)             | ۰   | ۰    | ۱    | ۱     |
| ۷۶    | رومانی (ROU)              | ۰   | ۰    | ۱    | ۱     |
| ۷۶    | سری‌لانکا (SRI)            | ۰   | ۰    | ۱    | ۱     |
| ۱۱–۸۳ | جدول کامل                 | ۱۸۷ | ۱۹۳  | ۲۴۹  | ۶۲۹   |
| مجموع | مجموع                     | ۵۲۹ | ۵۲۹  | ۵۳۹  | ۱۵۹۷  |

## کشورهای شرکت‌کننده
| کشورهای شرکت‌کننده در بازی‌های پارالمپیک تابستانی ۲۰۱۶ |
| --- |
| - افغانستان (۱) - الجزایر (۶۰) - آنگولا (۴) - آرژانتین (۸۴) - ارمنستان (۲) - آروبا (۱) - استرالیا (۱۷۷) - اتریش (۲۷) - جمهوری آذربایجان (۲۵) - بحرین (۲) - بلاروس (۲۰) - بلژیک (۲۹) - بنین (۱) - برمودا (۲) - بوسنی و هرزگوین (۱۴) - بوتسوانا (۱) - برزیل (۲۸۵) - بلغارستان (۷) - بورکینافاسو (۱) - بوروندی (۱) - کامبوج (۱) - کامرون (۱) - کانادا (۱۵۳) - کیپ ورد (۲) - جمهوری آفریقای مرکزی (۱) - شیلی (۱۵) - چین (۳۰۸) - کلمبیا (۳۹) - کومور (۱) - جمهوری کنگو (۱) - کاستاریکا (۳) - کرواسی (۱۹) - کوبا (۲۲) - قبرس (۲) - جمهوری چک (۳۷) - دانمارک (۲۱) - جمهوری دموکراتیک کنگو (۲) - جمهوری دومینیکن (۲) - اکوادور (۵) - مصر (۴۵) - السالوادور (۱) - استونی (۶) - اتیوپی (۵) - جزایر فارو (۱) - فیجی (۲) - فنلاند (۲۶) - فرانسه (۱۲۳) - گابن (۱) - گامبیا (۱) - گرجستان (۵) - آلمان (۱۵۵) - غنا (۳) - بریتانیای کبیر (۲۶۴) - یونان (۶۰) - گواتمالا (۱) - گینه بیسائو (۱) - هائیتی (۱) - هندوراس (۲) - هنگ کنگ (۲۴) - مجارستان (۴۳) - ایسلند (۵) - هند (۱۹) - اندونزی (۹) - ورزشکاران انفرادی پارالمپیک (۲) - ایران (۱۱۰) - عراق (۱۴) - ایرلند (۴۴) - اسرائیل (۳۳) - ایتالیا (۱۰۱) - ساحل عاج (۵) - جامائیکا (۳) - ژاپن (۱۳۲) - اردن (۱۰) - قزاقستان (۱۱) - کنیا (۹) - کویت (۶) - قرقیزستان (۳) - لائوس (۱) - لتونی (۱۱) - لسوتو (۲) - لیبی (۳) - لیتوانی (۱۳) - لوکزامبورگ (۱) - ماکائو (۱) - مقدونیه (۲) - ماداگاسکار (۱) - مالاوی (۱) - مالزی (۱۹) - مالی (۲) - مالت (۱) - موریس (۲) - مکزیک (۷۱) - مولداوی (۲) - مغولستان (۸) - مونته‌نگرو (۲) - مراکش (۲۶) - موزامبیک (۱) - میانمار (۲) - نامیبیا (۱۰) - نپال (۲) - هلند (۱۲۰) - نیوزیلند (۳۱) - نیکاراگوئه (۳) - نیجر (۲) - نیجریه (۲۳) - کره شمالی (۲) - نروژ (۲۵) - عمان (۲) - پاکستان (۱) - فلسطین (۱) - پاناما (۲) - پاپوآ گینه نو (۲) - پرو (۶) - فیلیپین (۵) - لهستان (۹۰) - پرتغال (۳۷) - پورتوریکو (۴) - قطر (۳) - رومانی (۱۲) - رواندا (۱۳) - ساموآ (۲) - سائوتومه و پرنسیپ (۱) - عربستان سعودی (۴) - سنگال (۲) - صربستان (۱۶) - سیشل (۱) - سیرالئون (۱) - سنگاپور (۱۳) - اسلواکی (۲۸) - اسلوونی (۸) - سومالی (۱) - آفریقای جنوبی (۴۴) - کره جنوبی (۸۲) - اسپانیا (۱۱۳) - سری‌لانکا (۹) - سورینام (۱) - سوئد (۵۸) - سوئیس (۲۴) - سوریه (۲) - چین تایپه (۱۳) - تاجیکستان (۱) - تانزانیا (۱) - تایلند (۴۵) - تیمور شرقی (۲) - توگو (۱) - تونگا (۲) - ترینیداد و توباگو (۳) - تونس (۳۱) - ترکیه (۸۱) - ترکمنستان (۲) - اوگاندا (۱) - اوکراین (۱۶۸) - امارات متحده عربی (۱۸) - ایالات متحده آمریکا (۲۷۹) - اروگوئه (۴) - ازبکستان (۳۲) - ونزوئلا (۲۳) - ویتنام (۱۱) - جزایر ویرجین (۱) - زیمبابوه (۵) |